# Альберт Дітлен
Альберт Дітлен (нім. Albert Dietlen; 28 липня 1889, Гайльбронн — 12 квітня 1918) — німецький льотчик-ас, лейтенант Імперської армії.

## Біографія
Учасник Першої світової війни. У 1916 році літав спостерігачем у 60-му польовому льотному дивізіоні, де зі своїм пілотом, унтерофіцером Вайссом, здобув першу перемогу. 30 червня 1917 року, після закінчення підготовки льотчика в 5-му льотному запасному дивізіоні, направлений у баварську 23-тю винищувальну ескадрилью. 20 серпня 1917 року поранений у бою, в якому здобув чергову перемогу. Був направлений на лікування до шпиталю Монмеді. У жовтні 1917 року переведений в 41-шу, 4 квітня 1918 року — в 58-му винищувальну ескадрилью. Загинув 12 квітня 1918 року в бою над Ле-Візе, збивши свою останню, дев'яту ціль. Похований на солдатському цвинтарі у Ліллі-Зюд у Франції.